# ネクストVR
ネクストVR（英: NextVR Inc.）は、アメリカ合衆国カリフォルニア州ラグナ・ビーチに本社を置くバーチャル・リアリティ配信技術の会社である。

## 概要
VR技術を用いたスポーツの実況ストリーミング中継技術の開発および鮮明で立体的なコンテンツの制作と配信を行っている。利用者はヘッドマウントディスプレイでGear VR、Google Daydream、Windows Mixed Reality、PlayStation VRのプラットフォームから視聴アプリ「NextVR」を利用して視聴する。2015年からNBAの録画VRストリーミング中継を配信、2016年にはライブVRストリーミング中継に対応した 。2018年にも自由な角度から視聴可能なコンテンツの配信を目指している。また、数年以内にはコンサートのVRストリーミング配信を計画している。

## 沿革
- 2009年 - David ColeとDJ Rollerにより設立
- 2015年6月18日 - FOXスポーツの全米オープンのVRストリーミング配信に協力[4]
- 2015年10月13日 - CNNの手がける民主党大統領候補者討論会のVRストリーミング配信に協力[5]
- 2015年10月27日 - NBAのVRストリーミング配信に協力[6]
- 2015年11月11日 - シリーズAラウンドでFormation8、Time Warner Investments、Comcast Ventures等より3,050万ドル調達[7]
- 2015年12月18日 - Relevant Sportsとインターナショナル・チャンピオンズ・カップのVRストリーミング配信で提携[8]
- 2016年2月21日 - FOXスポーツのNASCAR開幕戦デイトナ500のVRストリーミング配信に協力[9]
- 2016年5月4日 - イベントプロモーターのライブ・ネイションとコンサートのライブ中継で提携[10]
- 2016年8月9日 - シリーズBラウンドで中国中信集団公司、ソフトバンク等より8,000万ドル調達[11]
- 2016年10月20日 - NBAデジタルと業務提携[12]
- 2017年10月20日 - アメリカ向けにVR動画配信アプリ「NextVR」提供開始[13]
- 2018年1月9日 - WWEと業務提携[14]
- 2018年1月12日 - 日本向けにVR動画配信アプリ「NextVR」提供開始[15]
- 2018年1月18日 - CES2018で高解像度VRライブストリーミングデモを公開[16]
- 2018年5月3日 - Oculusと業務提携。「Oculus Venues」向けにライブ配信[17]
- 2018年8月19日 - 日本向けにソフトバンクとVRコンテンツの共同制作を開始[18]